# Bela pupavka
Bela pupavka (Amanita verna), poznata i kao prolećna pupavka (spring destroyng angel), je vrsta otrovne gljive, srodna zelenoj pupavki (Amanita phalloides), jednako je smrtno otrovna, ali se ređe pojavljuje. Bele je boje, ponekada sa žućkasto-okerastim nijansama po šeširu. Postoji opasnost zamene sa šampinjonima, ako se ne obrati pažnja na bazu drške sa volvom. Pojavljuje se od proleća do jeseni, u listopadnim i crnogoričnim šumama.

## Taksonomija
Amanita verna se prvi put spominje u naučnoj literaturi od francuskog mikologa Žan Bulard 1780. godine kao oblik vernusa iz Agaricus bulbosus.
Ime vrste verna potiče od latinske reči za proleće. Tri godine kasnije, Žan-Batist Lamark  u svom naučnom radu "Encyclopédie Méthodique, Botanique.3", dodelio je vrsti drugačiji (poseban) status. 

## Opis gljive
Šešir: prvo polukuglast, kasnije otvoren, pravilan, gladak, beo; po vlažnom
vremenu malo lepljiv. Teme je ponekad žućkasto ili svetlo oker.

Listići: beli, slobodni, gusti, mekani. Otisak spora je beo.

Drška: 4-10 x 0,5-2 cm, bela, šuplja, širi se nadole, pomalo pahuljičasta; nosi
visoko postavljen nestalan prsten. Raste iz opnaste bele vrećice na dnu.

Meso: belo, meko, vlažno, prvo bez mirisa, kasnije na uvele ruže.

Stanište: raste po listopadnim šumama (najčešće kraj hrasta i kestena), retko u
četinarima, od proleća do jeseni. Dosta je retka.

Upotreba: smrtno otrovna, kao i zelena pupavka.

Zamena: je lako moguća sa šampinjonima (Agaricus), turkinjom (Leucoagaricus pudicus), belim vitezovkama (Tricholoma).
Od sličnih, jednako otrovnih, Amanita phalloides var. alba, razlikuje se reakcijom na 20% rastvor kalijum hidroksida-požuti, dok Amanita virosa dobije narandžastožute mrlje.
Kada se beru puhare (Lycoperdon,
Calvatia, Bovista), posebno treba paziti, da se ne ubere neka od smrtno otrovnih pupavki (Amanita phalloides, A. verna, A. virosa) dok su mlade i u jajetu.

## Otrovnost
Bliska je najotrovnijoj zelenoj pupavki (Amanita phalloides), belom varietetu zelene pupavke (Amanita phalloides var. alba), i smrdljivoj pupavki (Amanita virosa).
Takođe, sadrži fatalne doze alfa-amanitina, koji uništava funkciju jetre, ako se ne leči odmah. Prvi simptomi se osete nakon 6 do 24 sata nakon konzumiranja ove gljive. To su slabost, žeđ, usporavanje pulsa, hlađenje organa, bledilo, nesvestica. Slede grčevi, povraćanje, proliv. Trećeg dana je slično, sa varljivim utiskom, da se trovanje prevazilazi. Kasnije dolazi do prestanka rada bubrega i jetre. Ako se odmah ne pristupi transplataciji tih organa, najčešće sledi smrtni ishod. Lečenje otrovanih ovom vrstom je skupo, a retki preživeli ostaju invalidi.

## Literatura
- Lukić Nebojša: Rod Amanita u Srbiji, Kragujevac 2013
- Uzelac Branislav: Gljive Srbije i Zapadnog Balkana, BGV LOGIK 2009
- Courtecuisse R. & Duhem B.: Mushrooms & Toadstools of Britain and Europe, Harper Collins Publishers, London 1995.
- Neville Pierre & Poumsrat Serge: Amaniteae, Fungi Europaei, Edizioni Candusso 2004
- Šilić Čedomil: Atlas drveća i grmlja, Svjetlost, Sarajevo 1984
- Ćeto Bruno: Funghi dal vero vol.1-7, Trento 1992
- Focht Ivan: Ključ za gljive, Itro Naprijed, Zagreb 1992
- Radić Siniša & Jevremović Milorad: Samonikle gljive-Pronalaženje i prepoznavanje, VOJNOIZDAVAČKI ZAVOD & IK "ZNAMENJE", Beograd 2002